# Emily Ratajkowski
Emily O'Hara Ratajkowski (Londen, 7 juni 1991) is een Amerikaans fotomodel en actrice.

## Biografie
Emily Ratajkowski groeide op in Encinitas, Californië. Haar vader is schilder en van Poolse komaf, haar moeder was lerares Engels en schrijfster. Door het beroep van haar ouders was Ratajkowski veel op reis in verschillende gebieden in Europa. Ze bracht in haar jeugd veel tijd door in het Ierse Bantry en op Mallorca.
Ratajkowski werd op 14-jarige leeftijd door het modellenbureau Ford Models onder contract genomen, maar bleef nog steeds op de high school in San Diego. Daarna volgde ze een jaar de kunstacademie UCLA School of the Arts and Architecture van de Universiteit van Californië - Los Angeles, tot ze besloot om haar modellencarrière fulltime door te zetten.
Ze werkte samen met grote klanten als Forever 21, Nordstrom en Frederick's of Hollywood. Haar doorbraak als fotomodel kwam, toen ze voor enkele campagnes door de bekende fotograaf Tony Duran gefotografeerd werd. Ratajkowski was in 2012 te zien op de cover van Treats! Magazine en in 2013 van het Turkse GQ Magazine. Daarnaast was ze te zien in enkele muziekvideo's zoals Fast Car van Taio Cruz en Love Somebody van Maroon 5. Grote bekendheid genoot Ratajkowski in april 2013 met haar optreden in Robin Thickes muziekvideo Blurred Lines, waarin ze topless te zien is.
Als actrice speelde ze de rol van Tasha in de Nickelodeon-serie iCarly.

## Filmografie

### Films
| Jaar | Titel               | Personage        | Opmerkingen |
| ---- | ------------------- | ---------------- | ----------- |
| 2004 | Andrew's Alteration | Jong meisje      | Korte film  |
| 2005 | A Year and a Day    | Meisje           |             |
| 2014 | Gone Girl           | Andie Fitzgerald |             |
| 2015 | Entourage           | Haarzelf         |             |
| 2015 | We Are Your Friends | Sophie           |             |
| 2018 | In Darkness         | Veronique        |             |
| 2018 | Welcome Home        | Cassie           |             |
| 2019 | Lying and Stealing  | Elyse            |             |

### Televisie
| Jaar      | Titel                   | Rol       | Opmerkingen |
| --------- | ----------------------- | --------- | ----------- |
| 2009–2010 | iCarly                  | Tasha     | 2 afl.      |
| 2013      | Blurred Lines           | Model     | videoclip   |
| 2015      | The Spoils Before Dying | Agent Day | 3 afl.      |